# Vittorio Cervone
Vittorio Cervone (Gaeta, 14 gennaio 1917 – Gaeta, 18 settembre 1993) è stato un politico italiano.

## Biografia
Laureato in filosofia e docente universitario della stessa materia, all'inizio degli anni cinquanta è il leader della corrente andreottiana nella provincia di Latina, dove riunisce sotto la bandiera della Democrazia Cristiana la vecchia classe dirigente rurale del periodo fascista. Prima vice-sindaco e poi sindaco della stessa città, assume la carica di commissario del Consorzio per la bonifica pontina ed estende la sua influenza alla sede locale della Coldiretti, dove la presidenza è affidata ad un suo stretto collaboratore.
Eletto deputato nel 1953 rimane alla Camera fino alle elezioni del 1976, quando viene eletto al Senato della Repubblica e vi conclude la sua lunga carriera parlamentare.
Più volte sottosegretario nel 1978 ha vissuto da vicino la tragedia di Aldo Moro, rimanendo vicino alla famiglia durante tutto il periodo del sequestro.

## Incarichi parlamentari

### Camera dei Deputati

#### II legislatura
- COMMISSIONE SPECIALE PER L'ESAME DEL DISEGNO DI LEGGE N.1946: "MODIFICAZIONI ED AGGIUNTE ALLE DISPOSIZIONI SULLA CINEMATOGRAFIA" dal 16 dicembre 1955 all'11 giugno 1958
- VII COMMISSIONE (LAVORI PUBBLICI) dal 1º luglio 1953 all'11 giugno 1958
- VIII COMMISSIONE (TRASPORTI) dal 1º luglio 1955 all'11 giugno 1958

#### III legislatura
- II COMMISSIONE (INTERNI) dal 1º luglio 1960 al 30 giugno 1962
- IX COMMISSIONE (LAVORI PUBBLICI) dal 12 giugno 1958 al 30 giugno 1962
- XIV COMMISSIONE (IGIENE E SANITA' PUBBLICA) dal 1º luglio 1961 al 15 maggio 1963
- COMMISSIONE SPECIALE PER L'ESAME DEL DISEGNO DI LEGGE N.1409: "INTERVENTI IN FAVORE DELL'ECONOMIA NAZIONALE" dal 10 luglio 1959 al 14 luglio 1959
- COMMISSIONE SPECIALE PER L'ESAME DELLE PROPOSTE DI LEGGE NN.82 E 945 E DELLA PROPOSTA DI INCHIESTA PARLAMENTARE N. 1797, CONCERNENTI LE ABITAZIONI DELLA GENTE RURALE dal 22 luglio 1959 al 21 febbraio 1962
- COMMISSIONE PARLAMENTARE PER IL PARERE AL GOVERNO SULLE NORME DELEGATE RELATIVE ALLA CONCESSIONE IN PROPRIETA' DEGLI ALLOGGI COSTRUITI DALLO STATO OVVERO CON IL SUO CONCORSO O CONTRIBUTO dal 25 luglio 1958 al 15 maggio 1963
- COMMISSIONE PARLAMENTARE PER LA VIGILANZA SULLE RADIODIFFUSIONI dal 2 agosto 1960 al 15 maggio 1963

#### IV legislatura
- XII COMMISSIONE (INDUSTRIA E COMMERCIO) dal 21 gennaio 1964 al 4 giugno 1968
- COMMISSIONE PARLAMENTARE CONSULTIVA PER IL PARERE SULLA NUOVA TARIFFA GENERALE DEI DAZI DOGANALI dal 20 gennaio 1964 al 31 dicembre 1964

#### V legislatura
- GIUNTA DELLE ELEZIONI dal 5 giugno 1968 al 1º ottobre 1969
- I COMMISSIONE (AFFARI COSTITUZIONALI) dal 10 luglio 1968 al 24 maggio 1972

#### VI legislatura
- IV COMMISSIONE (GIUSTIZIA) dal 30 giugno 1972 al 7 luglio 1973
- COMMISSIONE (DIFESA) dal 25 maggio 1972 al 17 settembre 1973
- VIII COMMISSIONE (ISTRUZIONE E BELLE ARTI) dal 17 settembre 1973 al 4 luglio 1976
- COMMISSIONE PARLAMENTARE PER IL PARERE AL GOVERNO SULLE NORME DELEGATE IN MATERIA DI STATO GIURIDICO DEL PERSONALE DELLA SCUOLA dal 13 dicembre 1973 al 4 luglio 1976